# Sven-Åke Rosenberg
Sven-Åke Rosenberg, född den 14 december 1909 i Helsingborg, död den 14 augusti 1993 i Åstorp, var en svensk präst.
Rosenberg avlade studentexamen i Helsingborg 1928 och blev samma år student vid Lunds universitet, där han avlade teologisk-filosofisk examen 1929 och teologie kandidatexamen 1933. Han prästvigdes för Lunds stift sistnämnda år. Rosenberg var pastorsadjunkt i Landskrona församling 1933–1934, vice pastor i Vadensjö och Örja församlingar 1934–1937, biträdande pastor vid Ersta diakonissanstalt 1937–1942, kyrkoadjunkt i Osby församling 1942–1943, i Västra Skrävlinge församling i Malmö 1944–1945, komminister i Norra Åsums församling i Kristianstad 1945–1949, föreståndare vid Ersta diakonissanstalt 1949–1959, tillförordnad kyrkoherde i Kvistofta och Glumslövs församlingar 1959–1961, kyrkoherde i Lunds Allhelgonaförsamling 1962–1969 och komminister i Klippans, Vedby och Västra Sönnarslövs församlingar 1969–1975. Han var tjänstgörande extra ordinarie hovpredikant 1955–1985. Rosenberg promoverades till teologie hedersdoktor vid Lunds universitet 1979. Han vilar på Björnekulla kyrkogård.